# تيومان
تيومان ( هو اسم تركي مذكر ولقب يعني القائد، وهوماخوذ من اسم الزعيم التاريخي طومان . و قد حملت هذا الاسم شخصيات كثيرة على مدى التاريخ الاسلامي خاصة الدولة المملوكية ، ظهرت مؤخرا اختصارات له مثل "تيو" ومن الشخصيات البارزة التي تحمل هذا الاسم:

## الاسم المعطى
- علي تيومان جيرمانر (1934–2018)، نحات تركي
- تيومان كومان (حوالي 1936–2013)، جنرال تركي
- تيومان أورجي (مواليد 1990)، لاعب كرة سلة تركي
- تومان (220 ق.م. - غير معروف)، أقدم إمبراطور معروف لشيانغنو
- طومان باي (1475-1517) اخر سلاطين مصر المملوكية في عهده، ضم سليم الاول مصر الى الدولة العثمانية.

## كنية
- فوندا تيومان (مواليد 1984)، حكم كرة سلة تركية محترفة